# 罗什 (伊泽尔省)
罗什（法語：Roche，法語發音：[ʁɔʃ] ⓘ）是法国伊泽尔省的一个市镇，位于该省西北部，属于拉图尔迪潘区。

## 地理
罗什（45°35'20"N, 5°9'34"E）面积20.14 平方千米，位于法国奥弗涅-罗讷-阿尔卑斯大区伊泽尔省，该省份为法国东南部内陆省份，北起顺时针与安省、萨瓦省、上阿尔卑斯省、德龙省、阿尔代什省、卢瓦尔省和罗讷省。
与罗什接壤的市镇（或旧市镇、城区）包括：维勒方丹、阿尔塔、博讷法米耶、沙朗托奈、富尔、圣乔治代斯佩朗什。

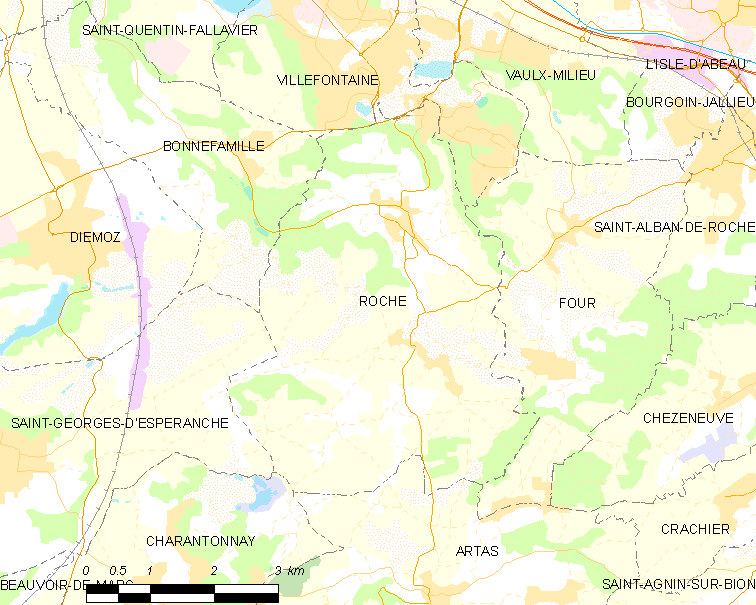
的OSM定位图

罗什的时区为UTC+01:00、UTC+02:00（夏令时）。

## 行政
罗什的邮政编码为38090，INSEE市镇编码为38339。

## 政治
罗什所属的省级选区为拉韦皮耶尔县。

## 人口

1962-2008年间人口变化图示

罗什于2022年1月1日时的人口数量为2189人。